# YUBA liga 1950
La YUBA liga 1950 è stata la 6ª edizione del massimo campionato jugoslavo di pallacanestro maschile. La vittoria finale è stata ad appannaggio della Stella Rossa.

## Regular season
|     | Squadra               | G  | V  | N | P  | PF  | PS  | Pt. |
| --- | --------------------- | -- | -- | - | -- | --- | --- | --- |
| 1.  | Stella Rossa Belgrado | 18 | 16 | 0 | 2  | 839 | 565 | 32  |
| 2.  | Partizan Belgrado     | 18 | 16 | 0 | 2  | 791 | 613 | 32  |
| 3.  | Železničar Lubiana    | 18 | 11 | 0 | 7  | 691 | 635 | 22  |
| 4.  | BSK Belgrado          | 18 | 10 | 0 | 8  | 656 | 697 | 20  |
| 5.  | Metalac Zagabria      | 18 | 9  | 0 | 9  | 626 | 615 | 18  |
| 6.  | Železničar Belgrado   | 18 | 8  | 0 | 10 | 676 | 658 | 16  |
| 7.  | Zadar                 | 18 | 1  | 0 | 11 | 543 | 645 | 14  |
| 8.  | Jedinstvo Zagabria    | 18 | 5  | 0 | 13 | 684 | 766 | 10  |
| 9.  | Proleter Zrenjanin    | 18 | 5  | 0 | 13 | 572 | 689 | 10  |
| 10. | Enotnost Lubiana      | 18 | 3  | 0 | 15 | 614 | 809 | 6   |

| YUBA liga 1950         |
| ---------------------- |
| Stella Rossa 5º titolo |

## Formazione vincitrice
| N° | Naz.                  | Ruolo | Sportivo           |  | Alt. |  |
| -- | --------------------- | ----- | ------------------ |  | ---- |  |
|    | Jugoslavia (bandiera) |       | Nebojša Popović    |  |      |  |
|    | Jugoslavia (bandiera) |       | Milan Bjegojević   |  |      |  |
|    | Jugoslavia (bandiera) |       | Ladislav Demšar    |  |      |  |
|    | Jugoslavia (bandiera) |       | Strahinja Alagić   |  |      |  |
|    | Jugoslavia (bandiera) |       | Aleksandar Gec     |  |      |  |
|    | Jugoslavia (bandiera) |       | Milorad Sokolović  |  |      |  |
|    | Jugoslavia (bandiera) |       | Srđan Kalember     |  |      |  |
|    | Jugoslavia (bandiera) |       | Borislav Ćurčić    |  |      |  |
|    | Jugoslavia (bandiera) |       | Dimitrije Krstić   |  |      |  |
|    | Jugoslavia (bandiera) |       | Tullio Rochlitzer  |  |      |  |
|    | Jugoslavia (bandiera) |       | Borko Jovanović    |  |      |  |
|    | Jugoslavia (bandiera) |       | Ðorđe Andrijašević |  |      |  |
|    | Jugoslavia (bandiera) |       | Stevan Aleksić     |  |      |  |
|    | Jugoslavia (bandiera) | All.  | Nebojša Popović    |  |      |  |